# NGC 177
NGC 177 je galaksija u zviježđu Kit.

## Vanjske poveznice
- SEDS: NGC 0177